# Rookies (film, 1927)
Pour les articles homonymes, voir Rookie (homonymie).

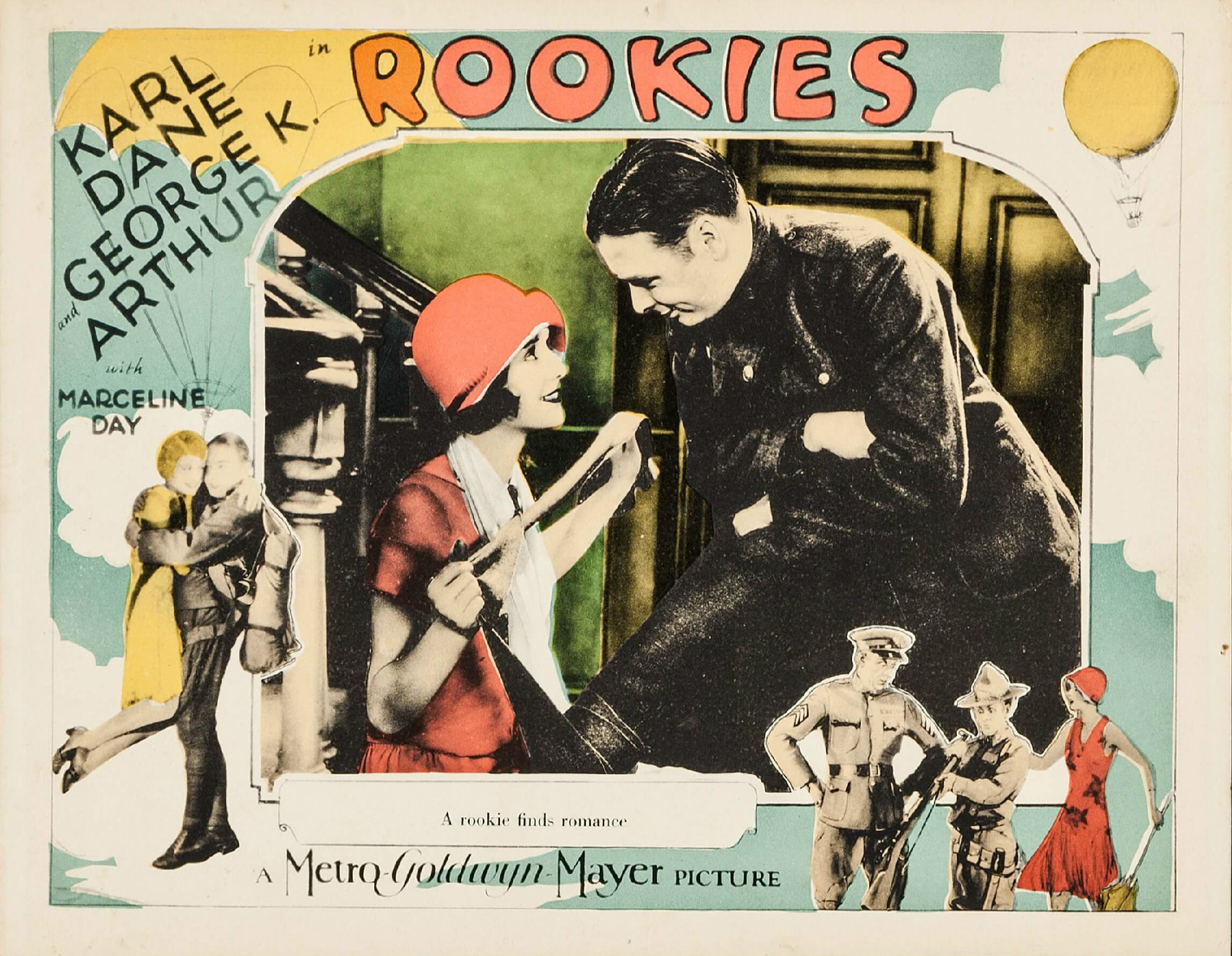
Carte promotionnelle du film

Rookies est un film américain réalisé par Sam Wood et sorti en 1927.

## Fiche technique
- Réalisation : Sam Wood
- Scénario : Byron Morgan, Joseph Farnham
- Production : Metro-Goldwyn-Mayer
- Photographie : Ira H. Morgan
- Montage : Conrad A. Nervig
- Durée : 70 minutes
- Date de sortie: 
  - États-Unis : 30 avril 1927

## Distribution

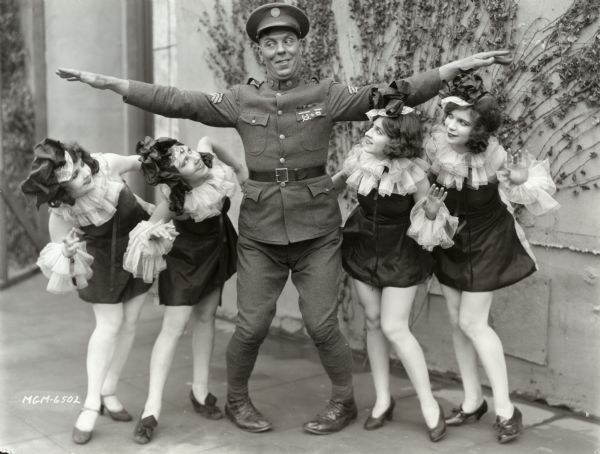
Karl Dane dans une scène du film

- Karl Dane : Sergent Diggs
- George K. Arthur : Greg Lee
- Marceline Day : Betty Wayne
- Louise Lorraine :  Zella Fay
- Frank Currier : le Juge
- E. H. Calvert : le Colonel
- Tom O'Brien : Sgt. O'Brien
- Charles Sullivan : Cpl. Sullivan
- Lincoln Stedman : Sleepy
- Gene Stone : Smarty